# Hadromyia pulchra
Hadromyia pulchra är en tvåvingeart som först beskrevs av Samuel Wendell Williston  1882.  Hadromyia pulchra ingår i släktet Hadromyia och familjen blomflugor. Inga underarter finns listade i Catalogue of Life.